# Championnat des États-Unis de Formule 4
Le championnat des États-Unis de Formule 4 (Formula 4 United States Championship) est un championnat de course automobile se déroulant aux États-Unis et utilisant des monoplaces de la catégorie Formule 4. Créé en 2016, il est organisé par le Sports Car Club of America. Il est le championnat de Formule 4 américain certifié par la Fédération internationale de l'automobile (FIA).

## Histoire
À partir des années 2010, la Fédération internationale de l'automobile (FIA) cherche à réorganiser les catégories des différents championnats juniors et à créer différents niveaux hiérarchiques afin de mieux accompagner les pilotes du karting vers la Formule 1. De nombreux championnats existent à cette époque, mais ils commencent à être désertés à cause de leurs coûts excessifs. La FIA décide de concevoir une nouvelle catégorie, la Formule 4, qui doit permettre au pilote de progresser du karting vers la monoplace avec des coûts beaucoup plus accessibles. Les premiers championnats de Formule 4 débutent en 2014.
Le championnat des États-Unis de Formule 4 est créé en 2016 sous l'impulsion du Sports Car Club of America (SCCA) et de la FIA. Il existe déjà d'importantes compétitions de formule de promotion dans le pays, comme par exemple le programme Road to Indy, mais la philosophie du nouveau championnat est plutôt d'être la première grande étape des pilotes après le karting. Sur le continent, l'approche de la Formule 4 en termes d'accessibilité peut se comparer au Formule Ford qui permet aux pilotes de débuter en monoplace depuis plusieurs décennies. Après la présentation de la Formule 4 américaine motorisée par Honda, le programme Road to Indy, soutenu par Mazda, présente à son tour une nouvelle version de l'USF2000 avec des coûts également très accessible dès 2018. Le championnat de Formule 4 connaît rapidement un succès important et la SCCA décide de crée en 2018 un nouvel échelon supérieur avec le championnat des Amériques de Formule Régionale. Un autre championnat  de Formule 4 affilié à la SCCO, le Formula Pro USA Western Championship, est également mise en place sur la côte ouest des États-Unis.
Les monoplaces de l'ensemble des concurrents se composent d'un châssis conçu par Ligier, d'un moteur Honda et de pneumatiques fournis par Hankook depuis 2019. Le championnat permet d'attribuer des points de Super License aux pilotes terminant aux sept premières places du classement final. Depuis 2017, l'une des épreuves du championnat est organisée en parallèle du Grand Prix des États-Unis de Formule 1 sur le circuit des Amériques à Austin.
Depuis 2022, le championnat est en concurrence à la suite de la création du championnat USF Juniors par l'IndyCar, championnat membre du programme Road to Indy.

## Palmarès

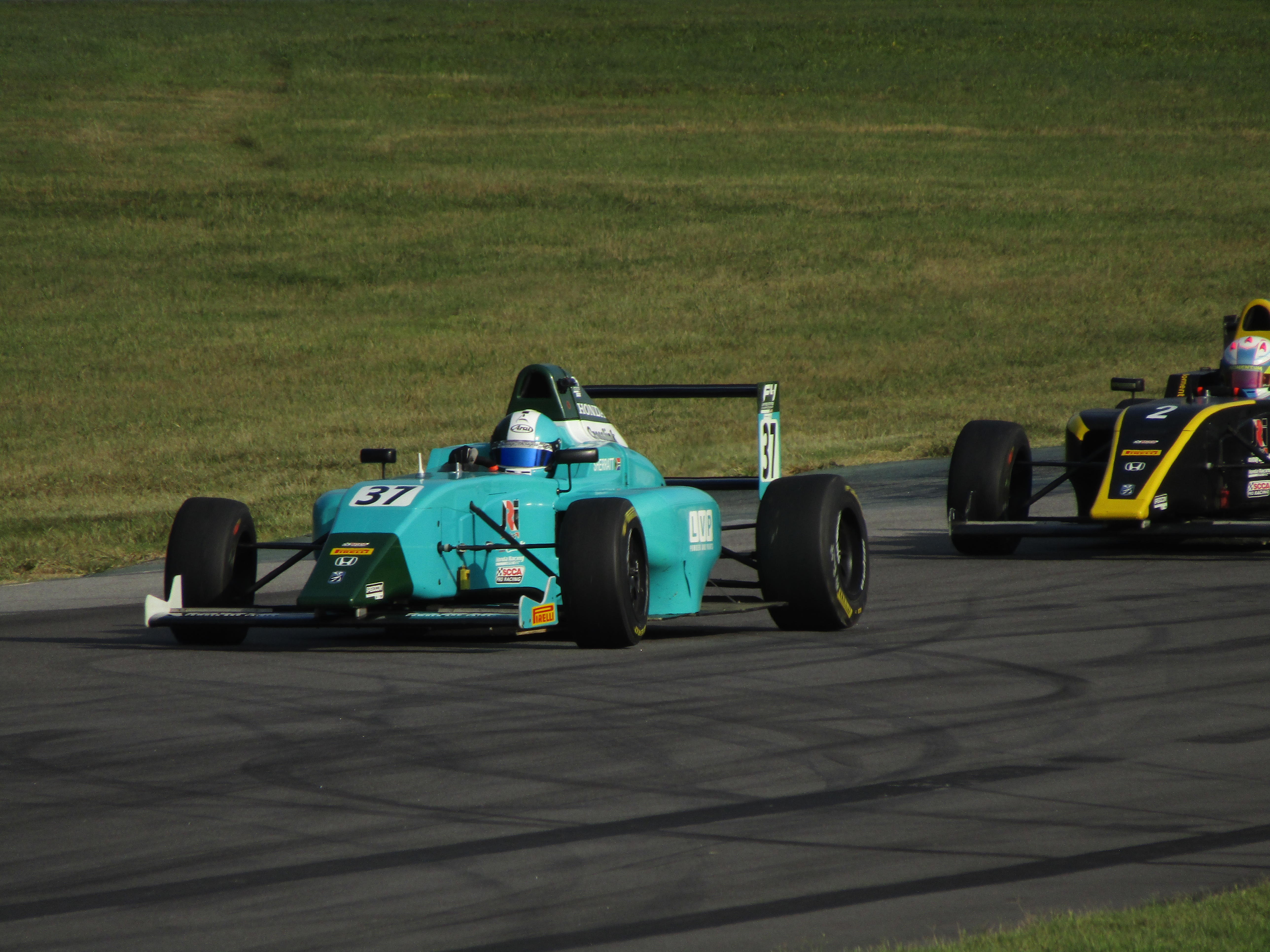
La Formule 4 américaine sur le Virginia International Raceway en 2017.

### Pilotes
| Année | Champion           | Équipe du champion                    |
| ----- | ------------------ | ------------------------------------- |
| 2016  | Cameron Das        | JDX Racing                            |
| 2017  | Kyle Kirkwood      | Cape Motorsports                      |
| 2018  | Dakota Dickerson   | DC Autosport with Cape Motorsports    |
| 2019  | Joshua Car (en)    | Crosslink Racing with Kiwi Motorsport |
| 2020  | Hunter Yeany (en)  | Velocity Racing Development           |
| 2021  | Noel León          | DEForce Racing                        |
| 2022  | Lochie Hughes (en) | Jay Howard Driver Development         |
| 2023  | Patrick Woods-Toth | Crosslink Kiwi Motorsport             |
| 2024  | Daniel Quimby      | Atlantic Racing Team                  |

### Équipes
| Année | Vainqueur                             |
| ----- | ------------------------------------- |
| 2016  | JDX Racing                            |
| 2017  | Cape Motorsports                      |
| 2018  | Crosslink Racing with Kiwi Motorsport |
| 2019  | Crosslink Racing with Kiwi Motorsport |
| 2020  | Crosslink Racing with Kiwi Motorsport |
| 2021  | Velocity Racing Development           |
| 2022  | Crosslink Kiwi Motorsport             |
| 2023  | Crosslink Kiwi Motorsport             |
| 2024  | Crosslink Kiwi Motorsport             |